# (5815) Shinsengumi
(5815) Shinsengumi ist ein Asteroid des Hauptgürtels, der am 3. Januar 1989 vom japanischen Amateurastronomen Tsutomu Seki am Geisei-Observatorium (IAU-Code 372) in der Präfektur Kōchi in Japan entdeckt wurde.
Der Himmelskörper wurde nach der Shinsengumi benannt, die in der Edo-Periode für das Shōgunat kämpfte und die letzte (bekannte) Samurai-Miliz war, die um 1860 in Kyōto aktiv war.